# Pachycarpus rostratus
Pachycarpus rostratus är en oleanderväxtart som beskrevs av Nicholas Edward Brown. Pachycarpus rostratus ingår i släktet Pachycarpus och familjen oleanderväxter. Inga underarter finns listade i Catalogue of Life.